# Gymnogeophagus australis
Gymnogeophagus australis es una especie de peces de la familia Cichlidae.

## Morfología
Los machos pueden llegar alcanzar los 13 cm de longitud total.

## Distribución geográfica
Se encuentran en América: curso inferior del río Paraná (Argentina ).